# Hertha Schieche
Hertha Schieche (* 20. Jahrhundert) ist eine deutsche Wasserspringerin. Sie war mehrfache Deutsche  Meisterin im Kunst- und Turmspringen und im Jahr 1934 Europameisterin im Turmspringen.

## Sportliche Karriere
Hertha Schieche, von Beruf Sekretärin, trainierte beim Berliner Schwimmklub Spandau 04, der inzwischen im Sportverein Wasserfreunde Spandau 04 aufgegangen ist. Im Rahmen der Deutschen Schwimmmeisterschaften 1933 in Weimar wurde sie erstmals Deutsche Meisterin im Turmspringen vom 10‑Meter-Brett und Vizemeisterin im Kunstspringen vom 1‑Meter-Brett.
Bei den Schwimmeuropameisterschaften 1934 in Magdeburg gewann sie mit deutlichem Punkteabstand vor der Schwedin Ingeborg Sjöqvist die Goldmedaille im Turmspringen. Im selben Jahr wurde sie erneut Deutsche Meisterin in dieser Disziplin und Deutsche Vizemeisterin im Kunstspringen vom 1‑Meter-Brett.
Auch 1935 gewann sie in Plauen den deutschen Meistertitel im Turmspringen und wurde erstmals auch Deutsche Meisterin im Kunstspringen vom 1‑Meter-Brett und vom 3‑Meter-Brett. Im Juli 1936 konnte sie bei den Deutschen Schwimmmeisterschaften in Halberstadt nochmals ihren Erfolg des Vorjahres wiederholen und wurde erneut Deutsche Meisterin im Kunstspringen vom 1‑Meter-Brett.
Der mehrmalige deutsche Meister im Schwimmen Erwin Sietas schrieb in seinem Beitrag zu einer Vorschau auf die Olympischen Sommerspiele in Berlin 1936 über die Wasserspringerin, sie sei „den besten Amerikanerinnen wohl gleichwertig“. Aus nicht bekannten Gründen nahm Schieche letztlich jedoch nicht an den olympischen Wettbewerben 1936 teil.
Wie viele erfolgreiche Spitzensportler ihrer Zeit war auch Schieche während ihrer Trainings- und Wettkampfzeiten ein beliebtes Motiv der Presse- und Sportfotografen wie Gerhard Riebicke und Heinrich Hoffmann.
Über den weiteren Lebensweg von Hertha Schieche nach dem Ende ihrer sportlichen Karriere liegen keine Informationen vor. Sie wird in den amtlichen Fernsprechbüchern für Berlin in den Jahren 1937 bis 1941 noch mit einem Wohnsitz in der Schloßstraße 57 in Charlottenburg aufgeführt. Danach verliert sich ihre Spur.

## Trivia
Ein Zigaretten-Sammelbild mit einer Abbildung von Hertha Schieche war in dem 1934 erschienenen, international verbreiteten Sammelalbum „Moderne Schönheitsgalerie“ (englisch Gallery of Modern Beauty) der Berliner Zigarettenfabrik Garbaty enthalten (Bild Nr. 263 von insgesamt 300). Es entstand auf der Grundlage eines Fotos des Sportfotografen Max Schirner. Ein ganzseitiges Foto (25 × 21 cm) der Schwimmerin von Gerhard Riebicke (1878–1957) brachte die Wochenzeitschrift Reclams Universum in ihrem Heft 24 vom 14. März 1935 (51. Jahrgang 1935) auf Seite 851 mit der Bildunterschrift „unsere große Hoffnung für das Kunstspringen auf der Berliner Olympiade 1936“. Ein weiteres Sammelbild mit Schieche brachte die Berliner Zigarettenfabrik Muratti 1936 vor den olympischen Spielen für ein Sammelalbum mit dem Titel „Sportvölker bereiten sich vor“ heraus. Es trug die Beschriftung „Hertha Schieche, die sympathische Spandauerin, ist Deutschlands beste Kunst- und Turmspringerin. Im Jahre 1935 gewann sie den Meistertitel in beiden Übungen.“
Das australische Bildmagazin Pix, das von 1938 bis 1972 wöchentlich erschien, brachte in seinem Heft Nr. 22 vom 25. August 1938 eine Fotoserie von einem Rückwärtssprung Schieches, bei dem an ihren Händen, Füßen und an ihrer Taille befestigte Lichter ermöglichten, die Bewegungsabläufe während des Sprungs auf den Fotos nachzuvollziehen.